# Nanpo Ōta
Nanpo Ōta (jap. 大田南畝 Ōta Nanpo; ur. 1749, zm. 1823), właśc. Tan Ōta, pseudonimy Yomo no Akara (四方赤), Shokusanjin (蜀山人) – japoński poeta i prozaik tworzący w okresie Edo.

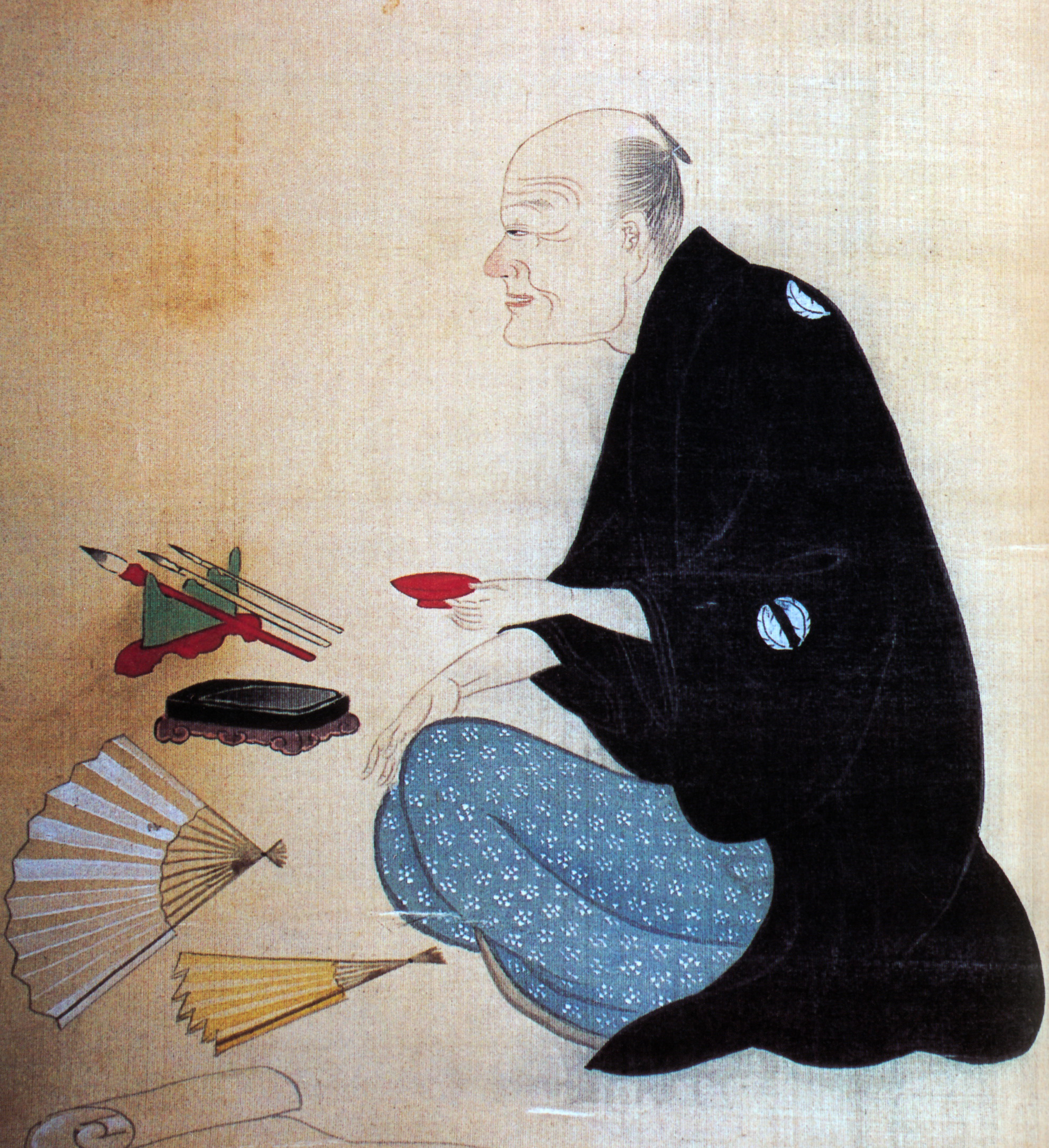
Nanpo Ōta

Urodził się w Edo, w rodzinie samurajskiej związanej z dworem siogunów Tokugawa. Pisał satyryczne wiersze typu kyōshi w języku chińskim (zbiorek Neboske sensei bunshū, 1767) oraz typu kyōka w języku japońskim, oparte na formie waka (zbiorek Manzai kyōkashū, 1783 i Shokusan hyakushu, 1818). Najbardziej zasłynął jako autor humorystycznych nowelek typu kokkeibon i erotycznych opowiadań sharebon. Jest także twórcą pisanego w latach 1775–1820 zbioru esejów Ichiwa ichigen.